# Řád Vasův
Řád Vasův, celým názvem Královský řád Vasův (švédsky Kungliga Vasaorden), je švédský řád, který byl udílen občanům Švédska za službu státu a společnosti zejména v oblasti zemědělství, těžby a obchodu. Založen byl roku 1772 králem Gustavem III.

## Historie a pravidla udílení
Tento řád byl založen švédským králem Gustavem III. dne 29. května 1772. Udílen byl občanům Švédska za služby státu a národu zejména v zemědělství, těžařství a obchodu. Jmenování do řádu nebylo omezeno původem či dosaženým vzděláním. Na rozdíl od Řádu polární hvězdy, který byl udílen pouze vyškoleným profesionálům, mohl být tento řád udělen komukoliv. Do založení Řádu svatého Olafa v roce 1847 králem Oskarem I. byl Řád Vasův často udílen Norům. Od roku 1974 již není řád nadále udílen. Oficiálně byl prohlášen za spící řád stejně jako Řád meče. V roce 2019 byl parlamentní výbor pověřen vypracováním pokynů, jak by mohly být tyto řády opětovně začleněny do systému švédských státních vyznamenání a jak by mohli být občané Švédska do těchto řádů znovu jmenováni. Výbor svá zjištění představil v září 2021 a vláda předložila dne 19. dubna 2022 Riksdagu příslušný návrh zákona. Po schválení návrhu výraznou většinou dne 19. června 2022, zveřejnila švédská vláda dne 20. prosince 2022 nové nařízení, které rušilo nařízení z roku 1974. Znovu tak byla otevřena cesta pro švédské občany k získání švédských královských řádů. Nařízení také znovu aktivovalo udílení spících řádů, jmenovitě se jednalo o Řád Vasův a Řád meče. Nařízení vstoupilo v platnost 1. února 2023.
Poprvé od roku 1974 byl řád udělen dne 21. března 2024. Mezi vyznamenanými byli i členové skupiny ABBA.

## Třídy
Řád je udílen v pěti třídách:
- komandér velkokříže – Řádový odznak se nosí na řetězu nebo na široké stuze spadající z pravého ramene na protilehlý bok. Řádová hvězda se nosí nalevo na hrudi.
- komandér I. třídy – Řádový odznak se nosí na stuze kolem krku. Řádová hvězda se nosí nalevo na hrudi.
- komandér – Řádový odznak se nosí na stuze kolem krku. Řádová hvězda této třídě již nenáleží.
- rytíř I. třídy/členka I. třídy – Řádový odznak se nosí na stužce nalevo na hrudi.
- rytíř/členka – Řádový odznak se nosí nalevo na hrudi.

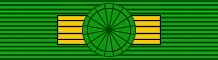
komandér velkokříže
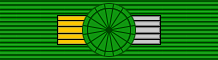
komandér I. třídy
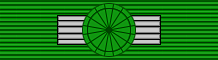
komandér
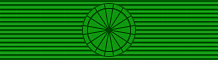
rytíř/členka I. třídy
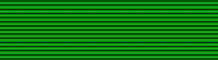
rytíř/členka

## Insignie
Řádový řetěz je zlatý a skládá se ze čtyř snopů (znak krále Gustava I. Vasy), čtyř listů bíle smaltovaný listů kopřivy, nesoucích bílo-červený štít, který je znakem Holštýnska, kde se narodil otec krále Gustava III. Adolf I. Fridrich, a osm modrých erbů se třemi korunkami, které jsou znakem Švédska, každý lemuje caduceus a dva rohy hojnosti.
Řádový odznak má tvar bíle smaltovaného maltézského kříže, který je v nejnižší třídě stříbrný, v případě vyšších tříd pozlacený. Hroty jsou zakončeny kuličkami. Mezi rameny kříže jsou královské korunky. Uprostřed je oválný medailon se zlatým snopem na černě smaltovaném pozadí. Okolo je červeně smaltovaný lem s nápisem. Ke stuze či řetězu je odznak připojen pomocí přechodového prvku ve tvaru královské koruny. Původně se řádový odznak skládal pouze z oválného medailonu.
Řádová hvězda má tvar maltézského kříže se stříbrným snopem uprostřed.
Stuha je zelená.

Původně k insigniím patřila také zeleno-bílá róba, která se nosila při slavnostních příležitostech, například v kapitole řádu. Oblečení zahrnovalo zelené kalhoty a zelený kabát s polstrovanými rameny, obě části s bílým lemováním, bílou šerpou se zlatým okrajem kolem pasu a zeleným pláštěm s bílou podšívkou. Na levé straně hrudi byla vyšívaná řádová hvězda. Dále k obleku patřil černý cylindr se zlatým páskem a chocholem z bílého pštrosího pera a černého pera volavky a pár zelených bot se zlacenými ostruhami.

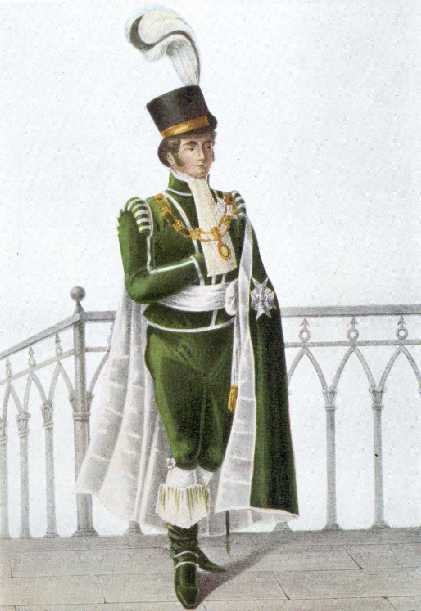
Řádová róba
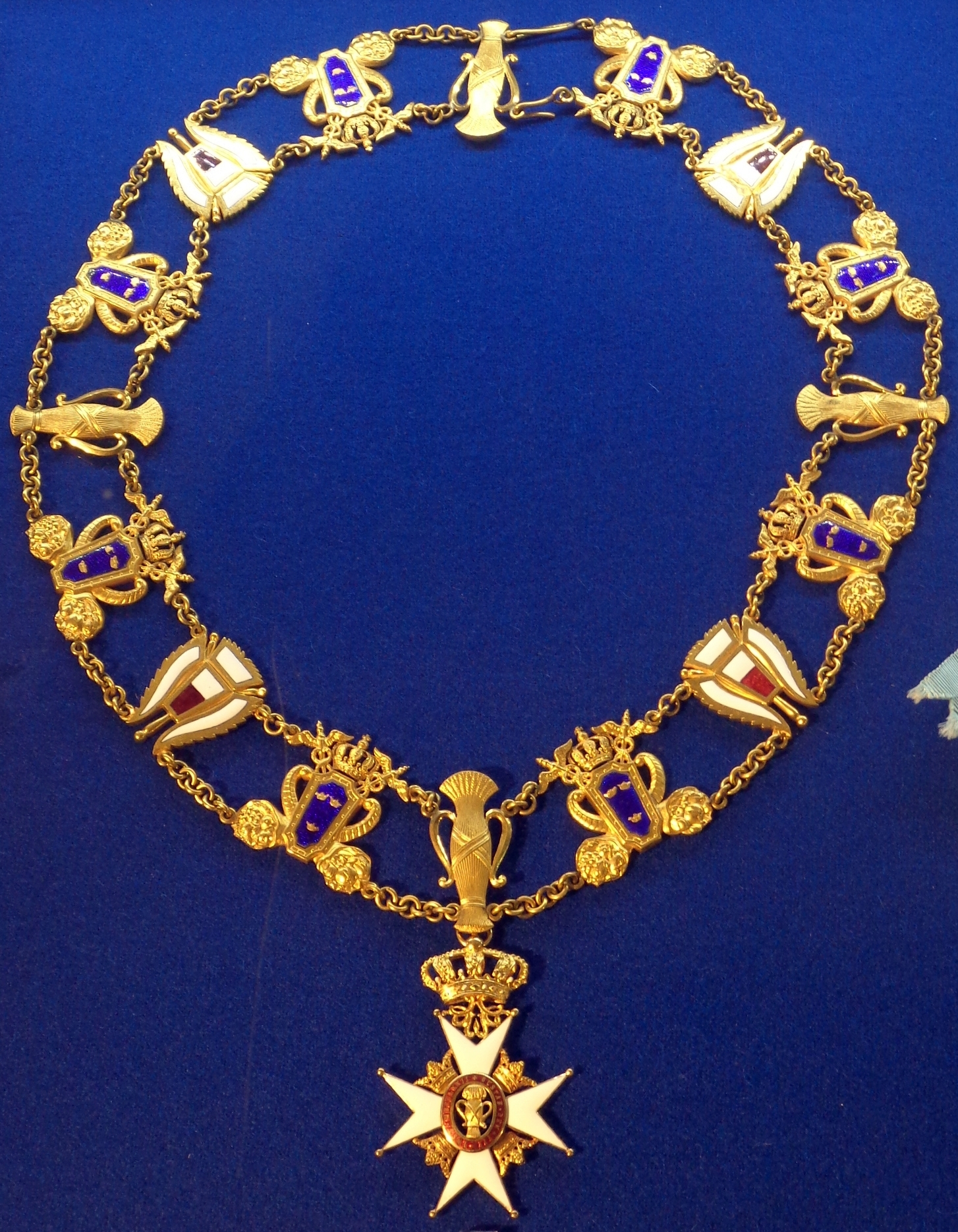
Řádový řetěz
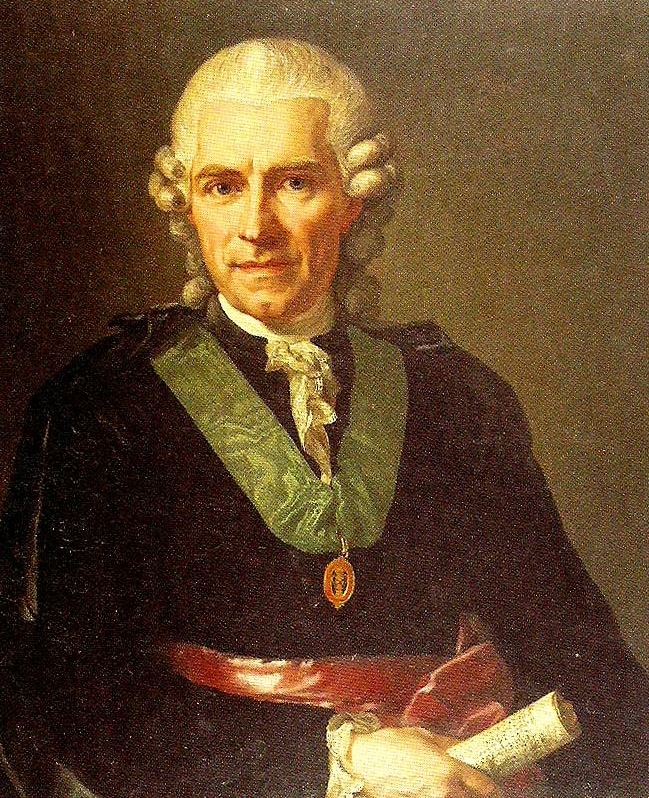
Torbern Bergman s insignií řádu